# Ivo Lapenna
Ivo Lapenna (ur. 15 listopada 1909 w Splicie, zm. 15 grudnia 1987 w Kopenhadze)  – prawnik, dziennikarz, dyplomata, działacz esperancki, orator, długoletni przewodniczący Universala Esperanto-Asocio (UEA).

## Życiorys
Ivo Lapenna urodził się w 1909 w Splicie, jego ojcem był profesor uniwersytecki, inżynier budownictwa Petar Lapenna, matką - pianistka Amelia Lapenna.  Studiował na wydziale prawa w Uniwersytecie w Zagrzebiu. Studia ukończył w 1932, w 1933 uzyskał tytuł doktora. W 1933 otrzymał również tytuł nauczyciela muzyki. W latach 1933–1934 służył w wojsku, następnie pracował jako prawnik w Zagrzebiu.
W kwietniu 1941, po zajęciu Zagrzebia przez państwa Osi, uciekł do Splitu (ze względu na swoje lewicowe poglądy, był na liście osób wyznaczonych do aresztowania), gdzie zaangażował się w działalność ruchu oporu.
Po II wojnie światowej pracował między innymi jako nauczyciel prawa i dyplomacji w Uniwersytecie w Zagrzebiu. W 1946 uzyskał tytuł docenta, w 1948 profesora.
W 1949 otrzymał francuskie stypendium i wyjechał do Francji. W 1951 przeniósł się do Londynu, gdzie pracował jako wykładowca prawa do 1987.

## Działalność esperancka
Ivo Lapenna nauczył się samodzielnie esperanta w 1928. W 1929 założył klub esperancki działający przy uniwersytecie w Zagrzebiu i prowadził go do 1941. |Był również współzałożycielem Studenckiej Światowej Ligi Esperanta (Studenta Tutmonda Esperanto-Ligo).
W latach 50. XX wieku Ivo Lapenna prowadził kampanię mającą na celu zainteresowanie organizacji międzynarodowych esperantem, jako propozycją rozwiązania problemów językowych. W wyniku tych działań udało mu się doprowadzić w 1954 do przyjęcia przez UNESCO rezolucji dotyczącej esperanta (rezolucja UNESCO IV.4.422-4224, tzw. Rezolucja z Montevideo) i nawiązania relacji pomiędzy UNESCO a UEA. Rezolucja z Montevideo uznana została za wielki sukces ruchu esperanckiego.
W latach 1955–1964 pełnił funkcję głównego sekretarza, a w latach 1964–1974 przewodniczącego Universala Esperanto-Asocio. W 1952 założył Centrum Badań i Dokumentacji (Centro de Esploroj kaj Dokumentado) i był jego pierwszym dyrektorem. Był pomysłodawcą Internacia Somera Universitato (obecnie Internacia Kongresa Universitato), konkursów oratorskich i literackich. Był głównym autorem statutu UEA.
Był założycielem i przewodniczącym Internacia Esperanto-Asocio de Juristoj, organizacji zrzeszającej prawników esperantystów (1957).
Na skutek krytyki jego działań, Lapenna w 1974 zrezygnował z przewodniczenia UEA i zrzekł się tytułu honorowego członka UEA.
Swoją działalność na rzecz esperanta kontynuował w ruchu Neŭtrala Esperanto-Movado (Neutralny Ruch Esperancki, NEM), gdzie między innymi był współzałożycielem Internacia Centro (Centrum Międzynarodowego) i redaktorem gazety Horizonto (organu NEM).

## Wybrane dzieła w języku esperanto
Lapenna był autorem około 300 broszur i informatorów esperanckich wydawanych w ramach Centrum Badań i Dokumentacji oraz około 1500 artykułów o esperanto i w esperanto. Pisał książki w 6 językach. Wśród jego dzieł w języku esperanto są:
- Retoriko (1950)
- Aktualaj problemoj de nuntempa internacia jaro (1952)
- La internacia lingvo (1954)
- Elektitaj paroladoj kaj prelegoj (1966)
- Por pli efika informado (1974)
- Esperanto en prespektivo (współredakcja Ulrich Lins i Tazio Carlevaro 1974)
- Kritikaj studoj defende de Esperanto (1987)[2]